# 作业没做完
《作业没做完》（日语： Shukudai ga Owaranai）是日本摇滚乐队SHISHAMO在出道前自主制作的首张唱片，于2012年10月17日通过TOWER RECORDS限量发行。

## 简介
2010年在川崎综合科学高等学校轻音部结成的SHISHAMO，在2012年5月参加TEENS ROCK 2012全国大赛，最终获得优秀奖和最佳主唱奖。此后得到了音乐制作公司的录音邀请，并制作成了这张《作业没做完》。唱片发行时三人尚在读高校三年级。这张唱片发行后获得了Oricon自主制作周榜第7位，使得乐队开始受到关注。

## 发行
《作业没做完》于2012年10月17日通过TOWER RECORDS限量发行。
- CD（商品编号：DGRC-003）

## 收录
| CD   | CD                 | CD       | CD       |
| 曲序 | 曲目               |          | 作曲     |
| ---- | ------------------ | -------- | -------- |
| 1.   | （作业没做完）     | 宫崎朝子 | 宫崎朝子 |
| 2.   | （向你告白的理由） | 宫崎朝子 | 宫崎朝子 |
| 3.   | （做点心）         | 宫崎朝子 | 宫崎朝子 |